# Granen 14
Granen 14 ou Valhallavägen 92   est un édifice historique du quartier Östermalm à Stockholm en Suède.

## Description
Granen 14 est situé dans le quartier de Granen, au coin de Valhallavägen 92 et de Floragatan 21, dans le centre de Stockholm.
L'édifice a été construit en 1886-1887 selon les dessins de l'architecte Johan Laurentz.
Le bien est marqué en bleu par le Musée municipal de Stockholm, ce qui signifie « que le bâtiment est considéré comme ayant des valeurs culturelles et historiques particulièrement élevées ».

## Galerie

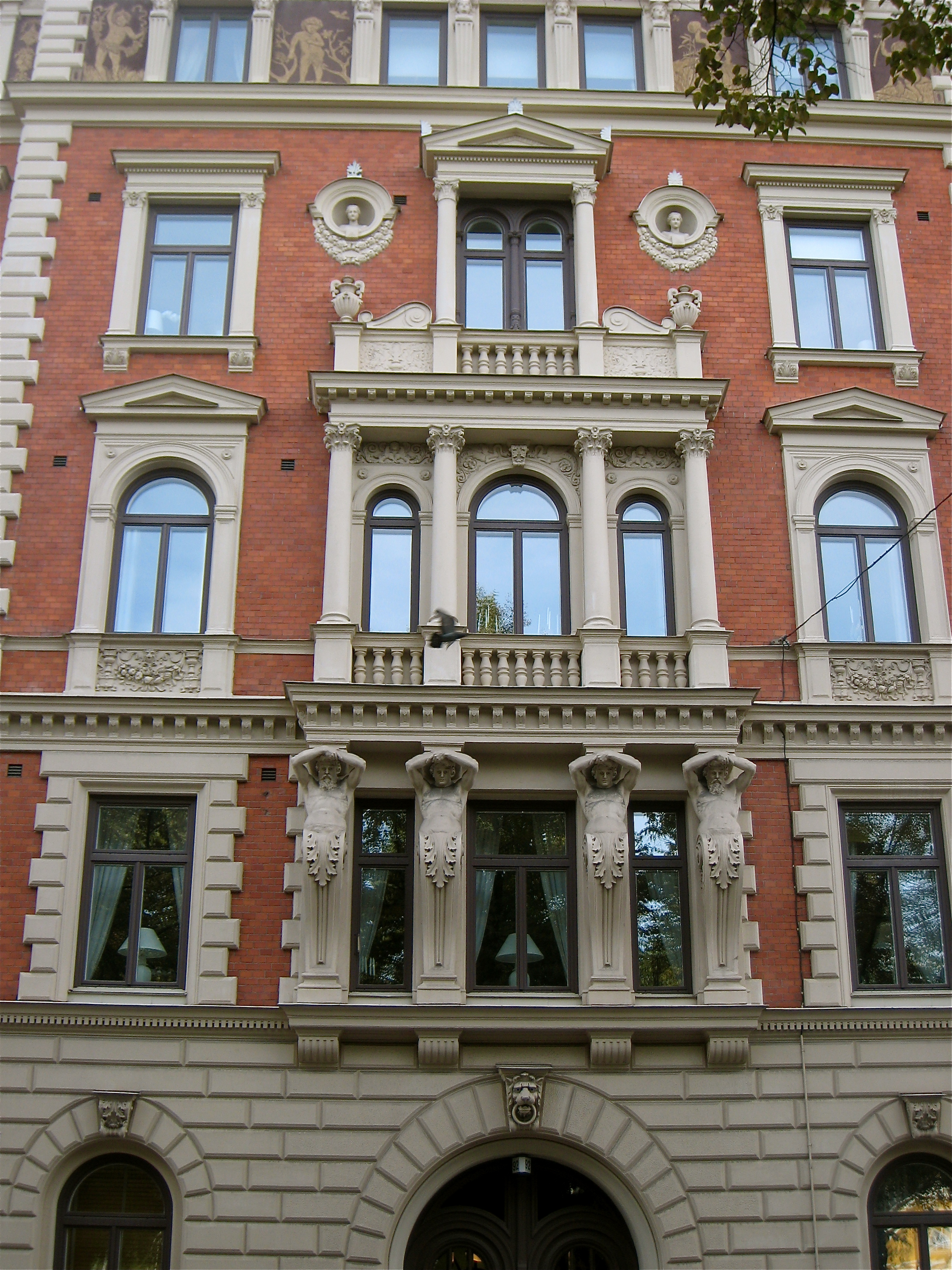
Détail de la façade de Valhallavägen avec quatre Atlantes.
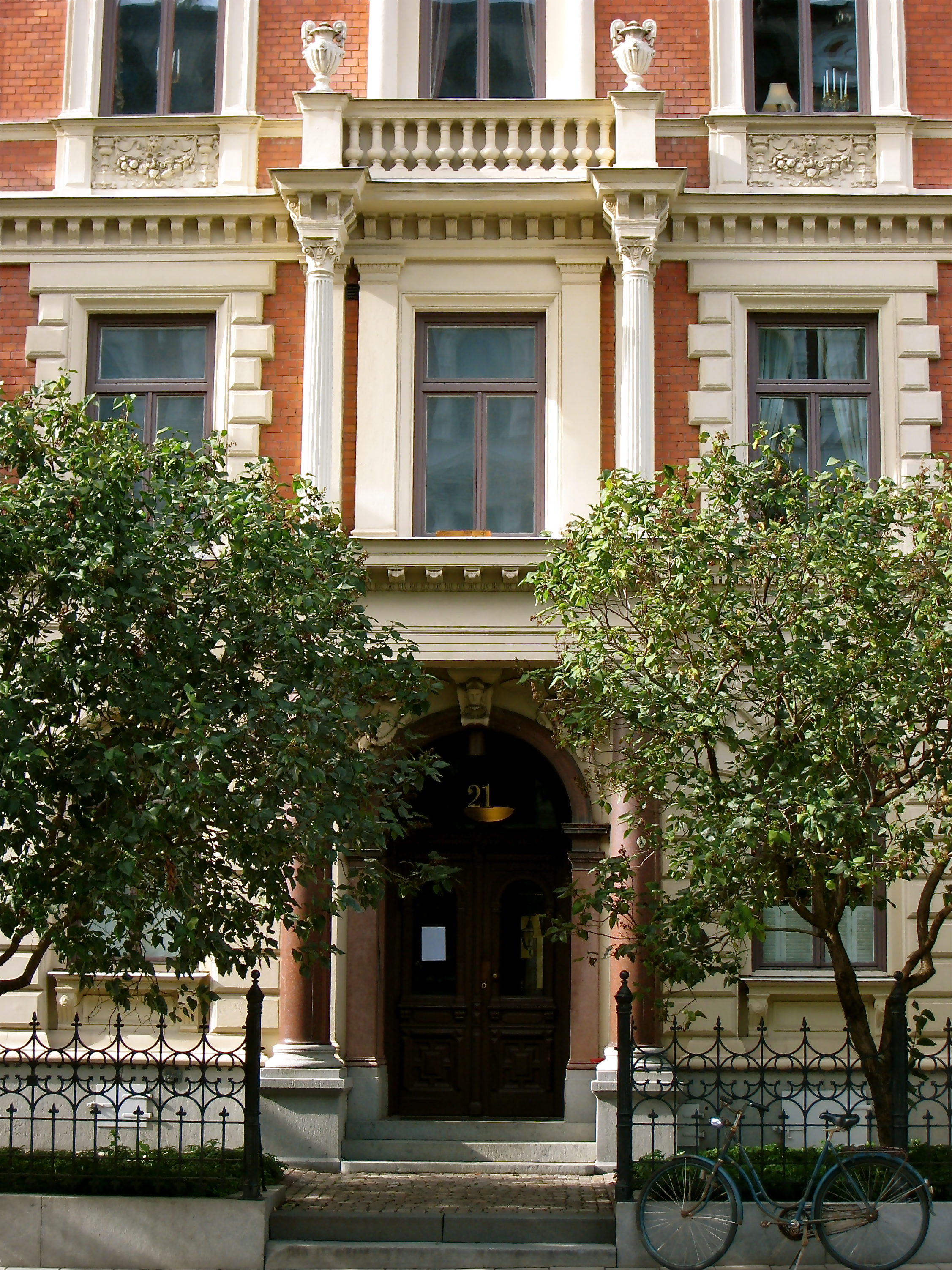
Entrée sur Floragatan.
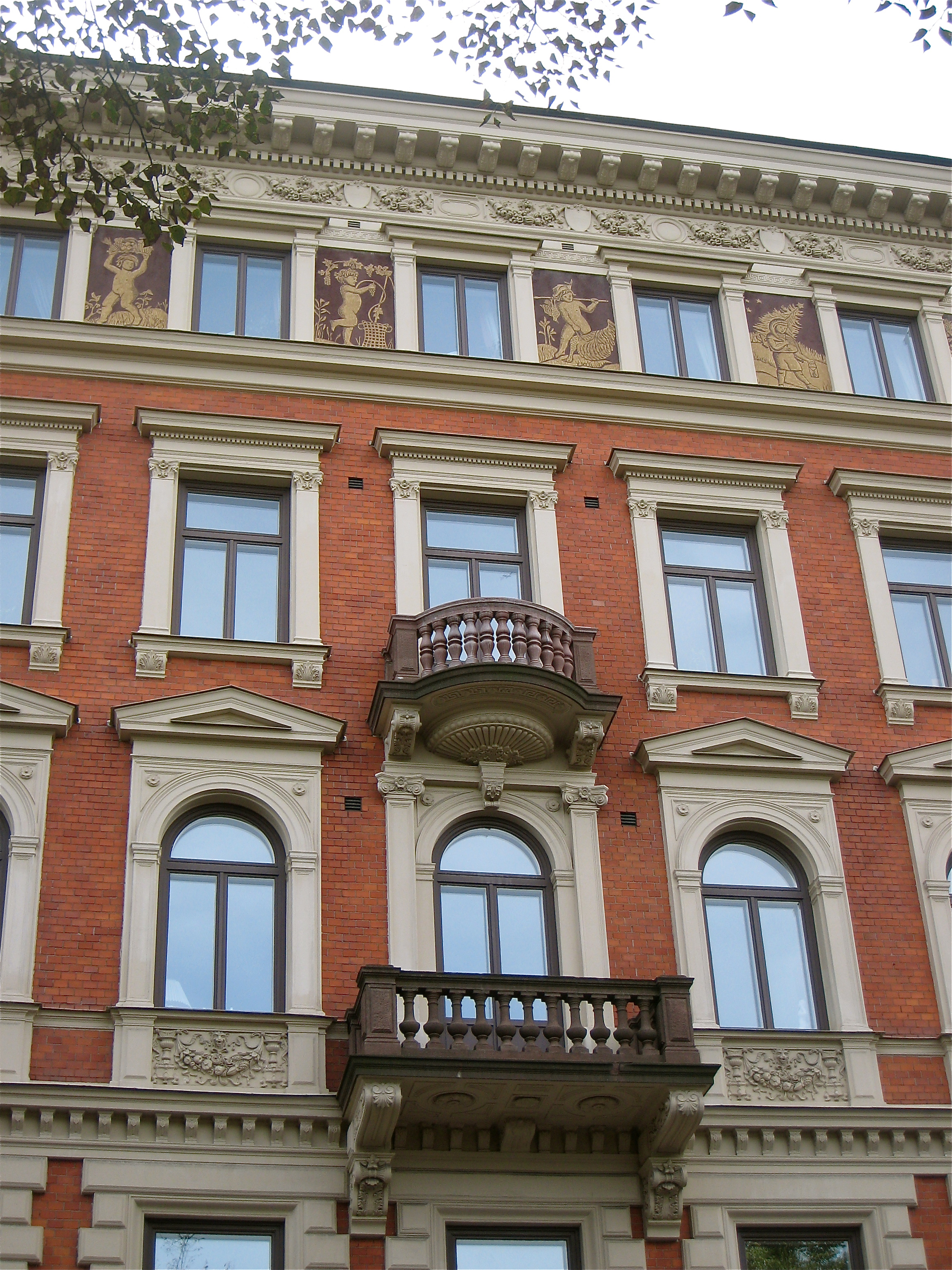
Balcon sur Valhallavägen
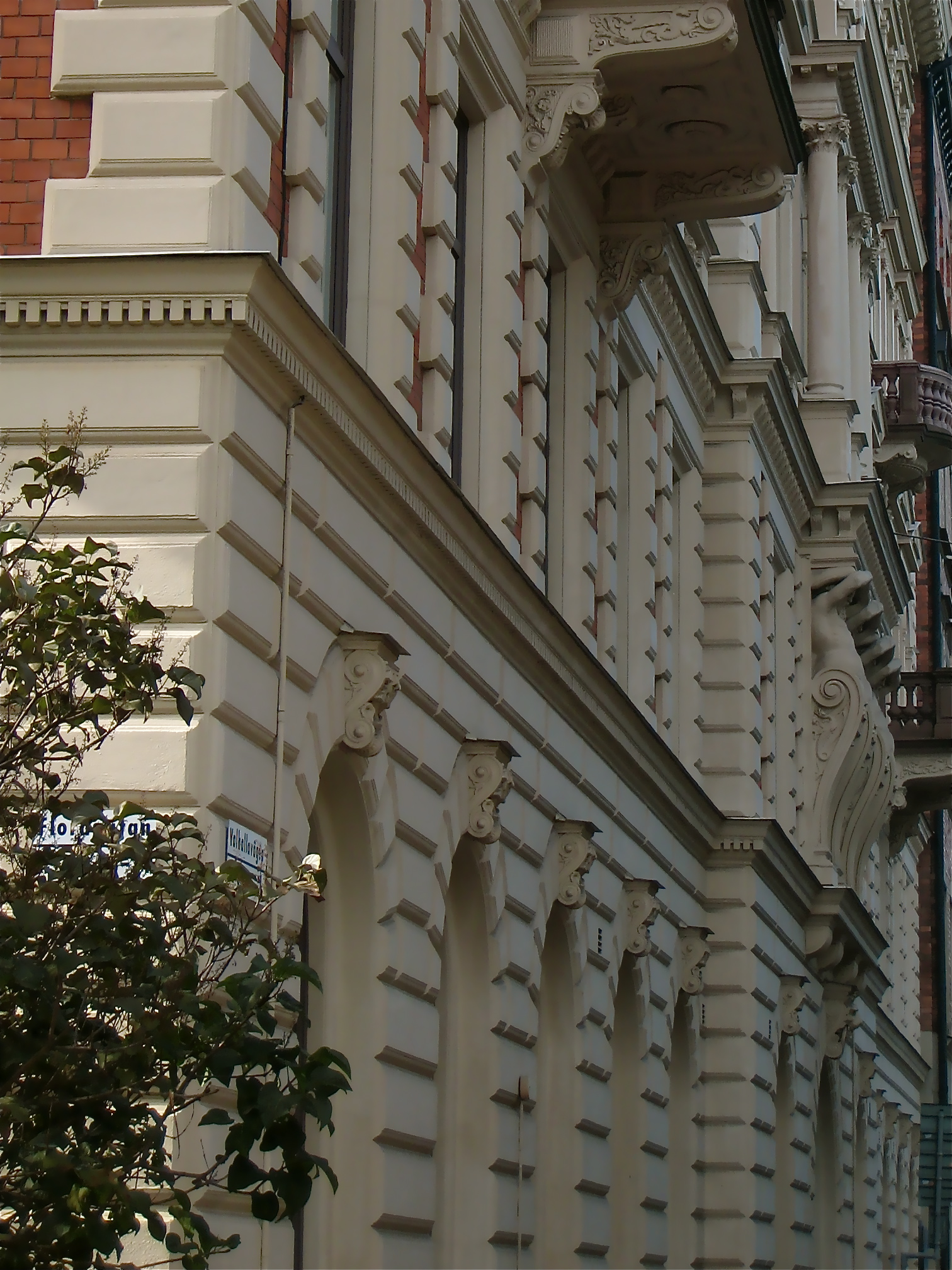
Fasade sur Valhallavägen